# Alberto Lorca
Albrecht Nicolaas van Aerssen Beyeren, más conocido por Alberto Lorca (Sevilla, 11 de enero de 1924 - Madrid, 9 de junio de 2008) fue un bailarín, maestro, coreógrafo y director español, de nacionalidad neerlandesa. Fundador del Ballet Nacional Festivales de España, antecedente inmediato del Ballet Nacional de España. 

## Biografía
De niño se estableció con su familia en Sevilla y luego en Madrid, donde comenzó su carrera artística en el Teatro Español en 1945. Estudió danza con Luisa Pericet, El Estampío y Karen Taft. Su más dilatada etapa en una compañía fue con Pilar López, donde trabajó como bailarín hasta 1954, dedicándose dos años más con ella al trabajo como coreógrafo.
Nombrado coreógrafo del Teatro de la Zarzuela de Madrid realizó un profundo trabajo en ópera y zarzuela al tiempo que realizaba coreografías para espectáculos de Concha Piquer o Paquita Rico y preparaba la coreógrafía para actrices como Ava Gardner o Sara Montiel. En la década de 1970 participó en la Feria Mundial de Danza de Nueva York con su propia compáñia, Lorquiana, obteniendo un notable éxito. Después de cofundar en 1973 el Ballet Español de Antología, en 1975 creó el antecedente del Ballet Nacional de España, el Ballet Nacional Festivales de España. Su coreografía Ritmos, en 1984 para el Ballet Nacional entonces dirigido por María de Ávila, supuso un reconocimiento a su condición de clásico en la danza española. Dos días después de su fallecimiento lo hizo también la bailarina y coreógrafa Mariemma.
Era hermano de la cantante y compositora Gloria van Aerssen (1932-2015), componente del dúo musical Vainica Doble.